# Fleur carnivore (album)
Ne doit pas être confondu avec Plante carnivore.
Albums de Carla Bley
Duets
(1988) The Very Big Carla Bley Band
(1990)
Fleur carnivore est un album live de la pianiste et compositrice de jazz américaine Carla Bley, sorti en 1989 chez Watt/ECM.
On y entend cinq compositions de Carla Bley interprétées par un big band d'une quinzaine de musiciens, dont Andy Sheppard, Steve Swallow et Karen Mantler, la fille de Carla Bley.

## Liste des pistes
Toute la musique est composée par Carla Bley.
| No | Titre                                      | Solistes                                                                  | Durée |
| -- | ------------------------------------------ | ------------------------------------------------------------------------- | ----- |
| 1. | Fleur carnivore                            | Lew Soloff (en), Wolfgang Puschnig                                        | 11:11 |
| 2. | Song of the Eternal Waiting of Canute      | Christof Lauer (en), Gary Valente                                         | 9:48  |
| 3. | Ups and Downs                              | Christof Lauer, Frank Lacy (en)                                           | 7:05  |
| 4. | The Girl Who Cried Champagne (Parts 1/2/3) | Andy Sheppard, Gary Valente, Lew Soloff, Karen Mantler, Wolfgang Puschnig | 17:14 |
| 5. | Healing Power                              | Gary Valente, Steve Swallow                                               | 10:27 |

## Personnel
- Carla Bley : piano
- Lew Soloff (en), Jens Winther (en) : trompette
- Frank Lacy (en) : cor, flugelhorn
- Gary Valente : trombone
- Bob Stewart (en) : tuba
- Daniel Beaussier : hautbois, flûte
- Wolfgang Puschnig : saxophone alto, flûte
- Andy Sheppard : saxophone ténor, clarinette
- Christof Lauer (en) : saxophone ténor et soprano
- Roberto Ottini : saxophone baryton et soprano
- Karen Mantler : harmonica, orgue, vibraphone, carillon tubulaire
- Steve Swallow : guitare basse
- Buddy Williams (en) : batterie
- Don Alias : percussions